# Tibouchina pentamera
Tibouchina pentamera là một loài thực vật có hoa trong họ Mua. Loài này được (Ule) J.F. Macbr. miêu tả khoa học đầu tiên năm 1941.